# Pleuroncodes monodon
Pleuroncodes monodon is een tienpotigensoort uit de familie van de Munididae. De wetenschappelijke naam van de soort is voor het eerst geldig gepubliceerd in 1837 door H. Milne Edwards.